# گارسینیا کامبوجیا
گارسینیا کامبوجیا (نام علمی: Garcinia gummi-gutta)، این میوه شبیه کدو تنبل و رنگ آن سبز تا زرد کم‌رنگ و اندازه پرتقال، هفت پر و دارای مغز دو رنگ است که در پوست خودهیدروکسید سیتریک اسید دارد و شدیداً ترش مزه است.این گونهٔ مناطق گرمسیری گارسینیا بومی کشور اندونزی است. تأثیراتی از آن در کاهش قند خون اثبات شده‌است که اثر ثانویه این کاهش در کم شدن ذخیره چربی در بدن نمود می‌یابد زیرا بخشی از چربی بدن از تبدیل قند به چربی به وجود می‌آید. تحقیقات نشان داده‌است که آنزیم سیتریک لیاز بدن موش‌ها به واسطه هیدروکسید سیتریک اسید این میوه در بدن خنثی می‌گردد. اثرات لاغرکننده آن از گریپ فروت کمتر است.
در سال ۲۰۰۹ دکتر آز به دلیل شرکت در برنامه‌های تلویزیونی تبلیغات داروی تهیه شده از آن در تسریع اغراق آمیز لاغری مورد بازخواست قرار گرفته و مجبور شد از مردم آمریکا عذر خواهی کند.
در تحقیقات سازمان غذا و داروی آمریکا عوارضی شامل سرگیجه، مشکلات گوارشی و خشکی دهان و همچنین تداخل با داروی مونته لوکاست و گلیبن گلامید در بیماران دیابتی و عوارض سوء برکبد به اثبات رسیده است.

## نگارخانه

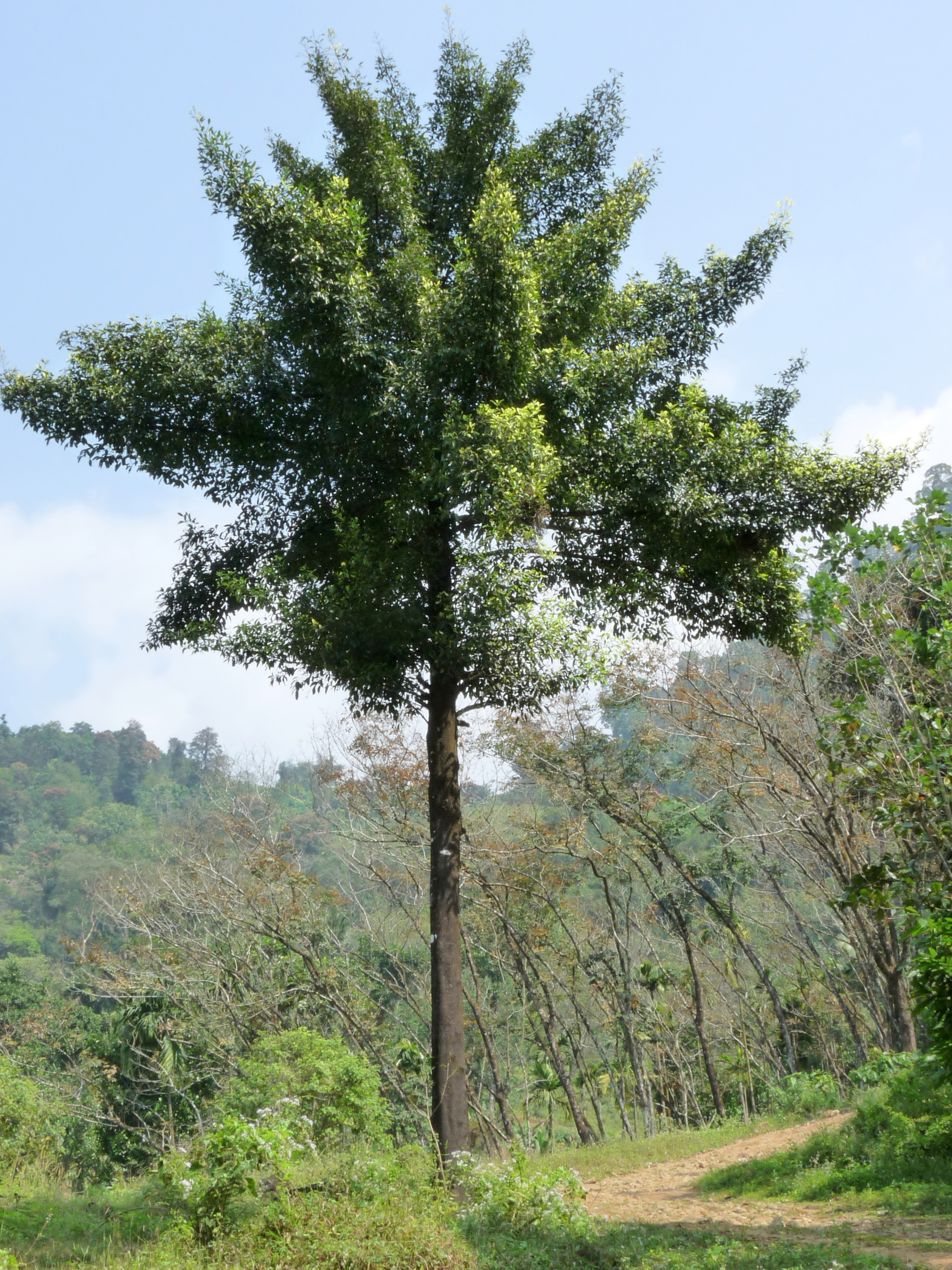
درخت گارسینیا کامبوجیا در کرالا، هندوستان
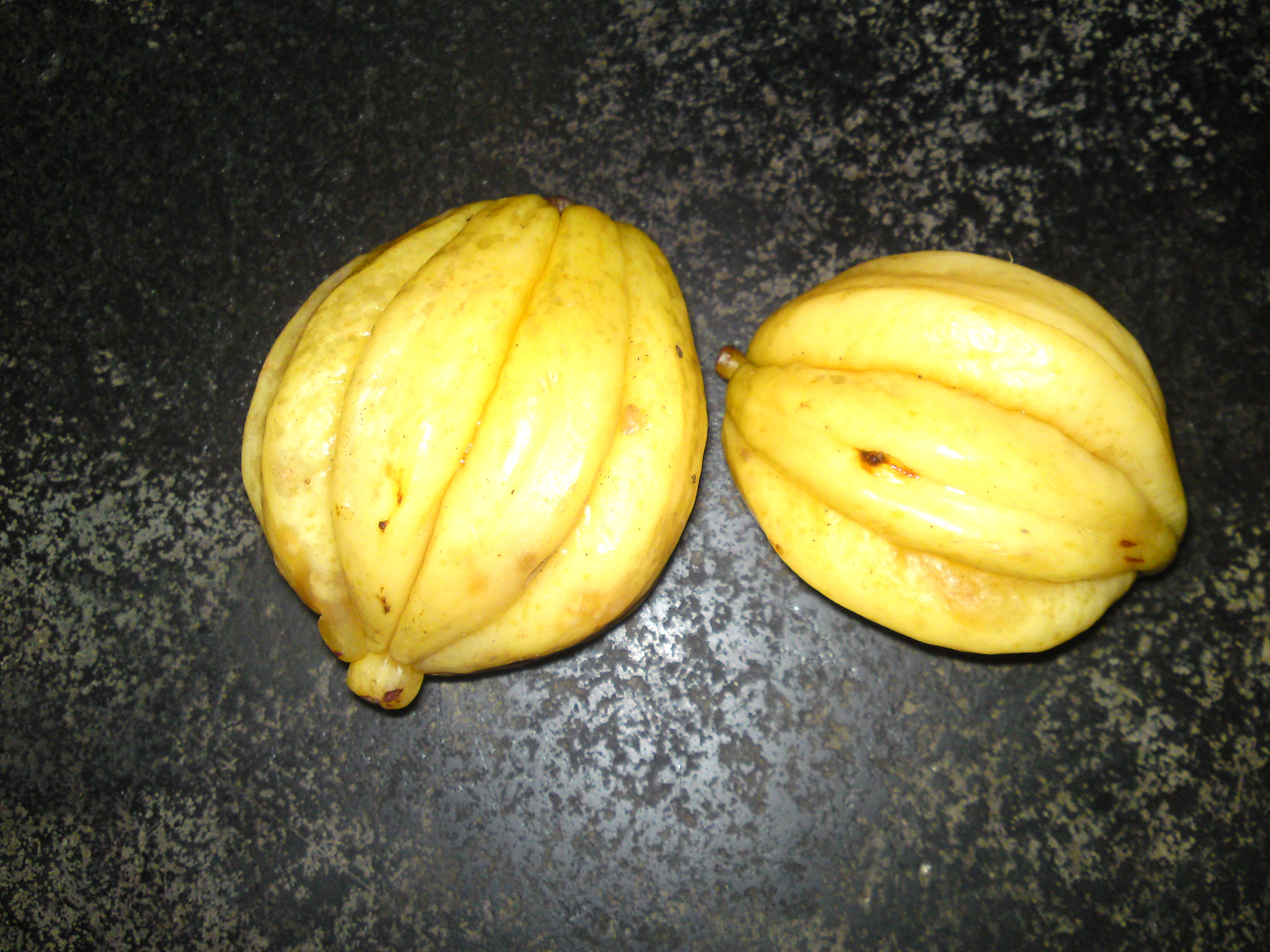
میوه رسیده
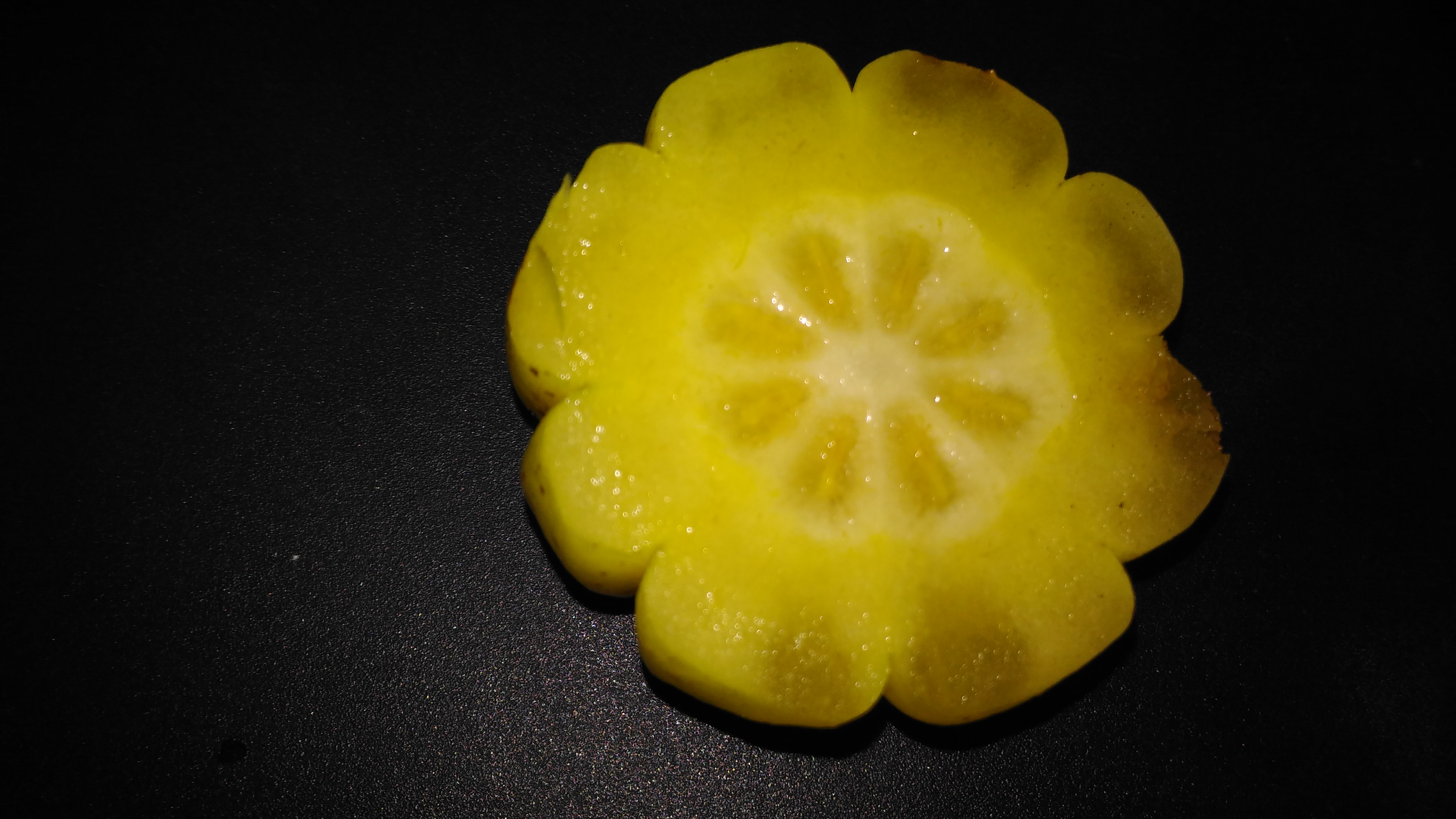
برش عرضی